# Myrsine achradifolia
Myrsine achradifolia är en viveväxtart som beskrevs av Ferdinand von Mueller. Myrsine achradifolia ingår i släktet Myrsine och familjen viveväxter. Inga underarter finns listade i Catalogue of Life.